# Музей за нова история на Варна
Музеят за нова история на Варна е музей във Варна, представя историята на града от Освобождението до 1944 г.
Сградата, в която се помещава музея, е преустроена през 1851 г. за Белгийско консулство, по-късно е превърната в хотел, а от края на XIX в. до 1929 г. се използва за затвор.
През 1969 г. е създаден музеят. Експозицията му е разположена на три етажа с обща площ от 600 m2. В него са представени оригинални предмети, занаятчийски ателиета, хотелска стая, сладкарница, гостилница, фотографско ателие, адвокатска кантора, шапкарски магазин, книжарница, магазин за детски играчки, магазин за радиоапарати, кът от плажа с кабинка за преобличане, изработена от тръстика гостна и вътрешен двор на варненска къща.
Проследява се изграждането на европейския архитектурен облик на Варна и превръщането ѝ в международно морско курортно средище и лятна столица на България. Експозицията включва и оригинални снимки на стари сгради и улици, образци от архитектурни елементи, предмети от двореца „Евксиноград“.